# Prsten čistoty

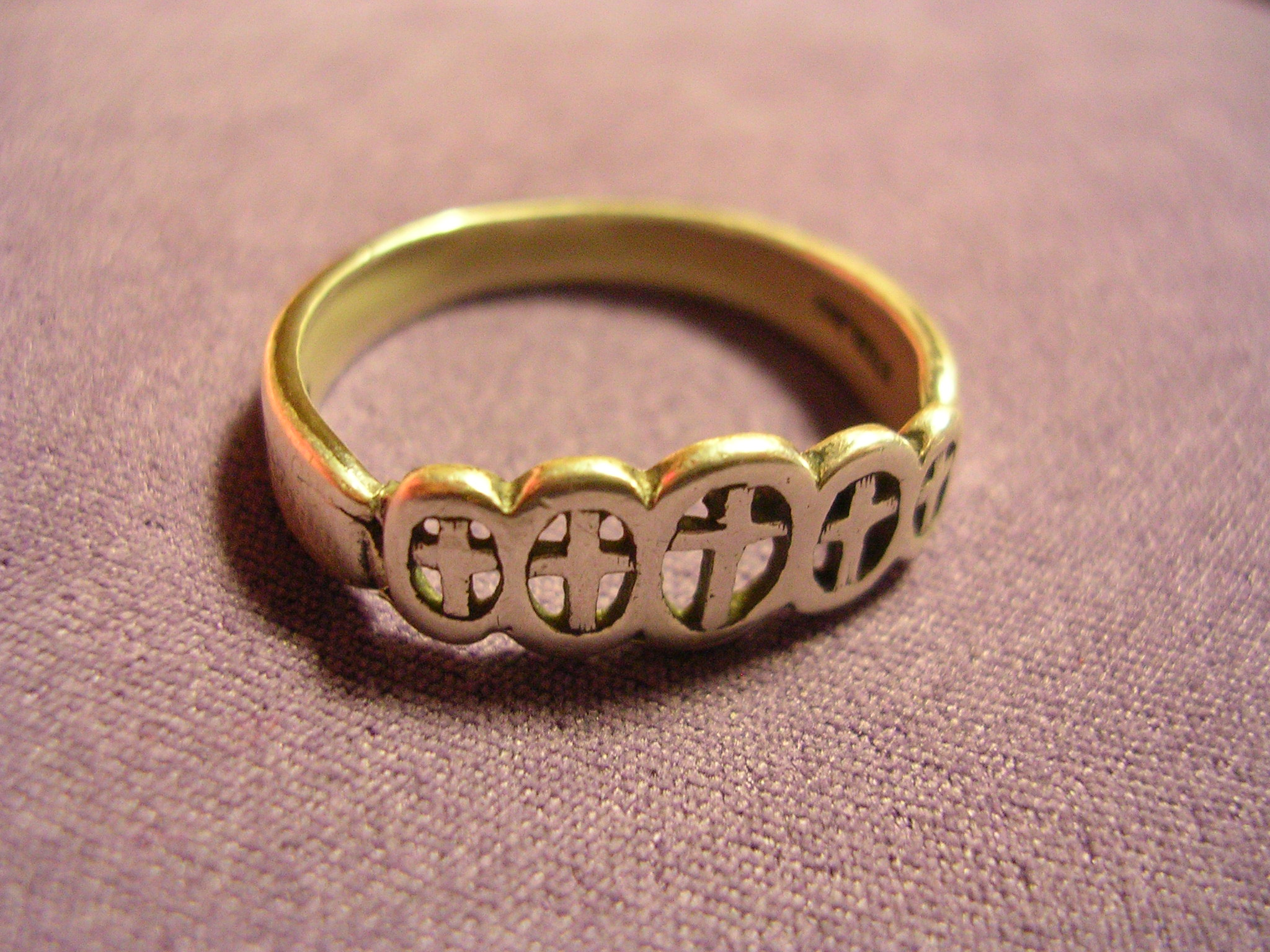
Prsten čistoty

Prsten čistoty či prsten cudnosti (angl. purity ring či chastity ring) je označení symbolu v podobě prstenu, který začal být používán v polovině 90. let 20. století mladými evangelikály v USA a posléze se začal šířit i do dalších křesťanských skupin a zemí, zejména anglofonního světa. Jeho nošením dávají mladí lidé najevo rozhodnutí respektovat křesťanské učení o sexualitě a zdržet se sexuálních aktivit až do manželství.
Prsten se obvykle nosí na levé ruce na prsteníčku nebo prostředníčku (i když to není zcela pravidlem). Neexistuje žádný jednotný vzhled prstenu, nicméně v anglosaských zemích obvykle nese symbol kříže nebo několika křížů či stručný nápis typu Love waits (láska počká). Občas se vyskytuje i úlomek diamantu či jiného drahého kamene.
V Polsku se mezi katolíky ujalo ztvárnění označované prsten blahoslavené Karoliny (podle bl. Karoliny Kózky), které má podobu stříbrného prstýnku s liliovým květem.

## Rozšíření
Prsten čistoty původně vzešel z evangelikálního hnutí v USA, nicméně časem se rozšířil i do jiných oblastí a církví. Někdy je jeho nošení čistě soukromým rozhodnutím, jindy je jeho prosazování součástí kampaní různých náboženských skupin, které prosazují sexuální abstinenci před svatbou (často i jako formu sexuální výchovy). V USA pak je v křesťansky orientovaných rodinách poměrně rozšířený zvyk, že prsten dostávají dívky jako dar od svých rodičů. Nejvýznamnější organizací prosazující programy sexuální abstinence před svatbou, která věnuje prsten čistoty těm, kteří absolvují její kurzy sexuální výchovy a rozhodnou se jej nosit, je Silver Ring Thing působící v USA, Jihoafrické republice a Spojeném království. Není však jediná – existuje řada podobných organizací a hnutí, byť nejsou tak velké a často nemají tak propracovaný výchovný program.
V České republice působí cca od poloviny prvního desetiletí 21. století katolické Společenství čistých srdcí, které sdružuje mladé lidi zavazující se k sexuální abstinenci a propagující tento styl života – i její členové nosí jako znak prostý stříbrný prstýnek. Snaží se chápat sexualitu jako Boží dar člověku, ne jako konzumní záležitost a žít v souladu s 6. a 9. přikázáním Desatera.

## Problémy s nošením prstenu
Nošení prstenu cudnosti může být v některých zemích za určitých okolností problematické. Ve Velké Británii vzbudil velikou pozornost případ Lydie Playfoot, které její škola (Millais School in Horsham) pod hrozbou vyloučení zakázala prsten nosit, neboť podle ní narušuje jednotnou politiku školní uniformy (k níž škola obecně zakazuje nosit jakékoliv šperky kromě jednoho páru náušnic), přičemž jeho nošení nepředstavuje nepominutelnou součást náboženských povinností (na rozdíl od náramků, které toleruje sikhským dívkám, či hidžábu u muslimek). Nebyl to jediný případ ve Velké Británii, ovšem na rozdíl od jiných, dívka a její rodina argumentaci školy odmítly a označili postup školy za nezákonný a porušující Lydiina náboženská práva. Lydia sice kvůli hrozbě vyloučení přestala prsten nosit, vznesla však proti své škole zároveň žalobu pro porušení práva na svobodné vyjádření své víry a diskriminaci křesťanů. V červnu 2007 se případem začal zabývat Nejvyšší britský soud. V červenci pak žalobu odmítl a dal za pravdu argumentaci školy.